# Desaparecimento forçado

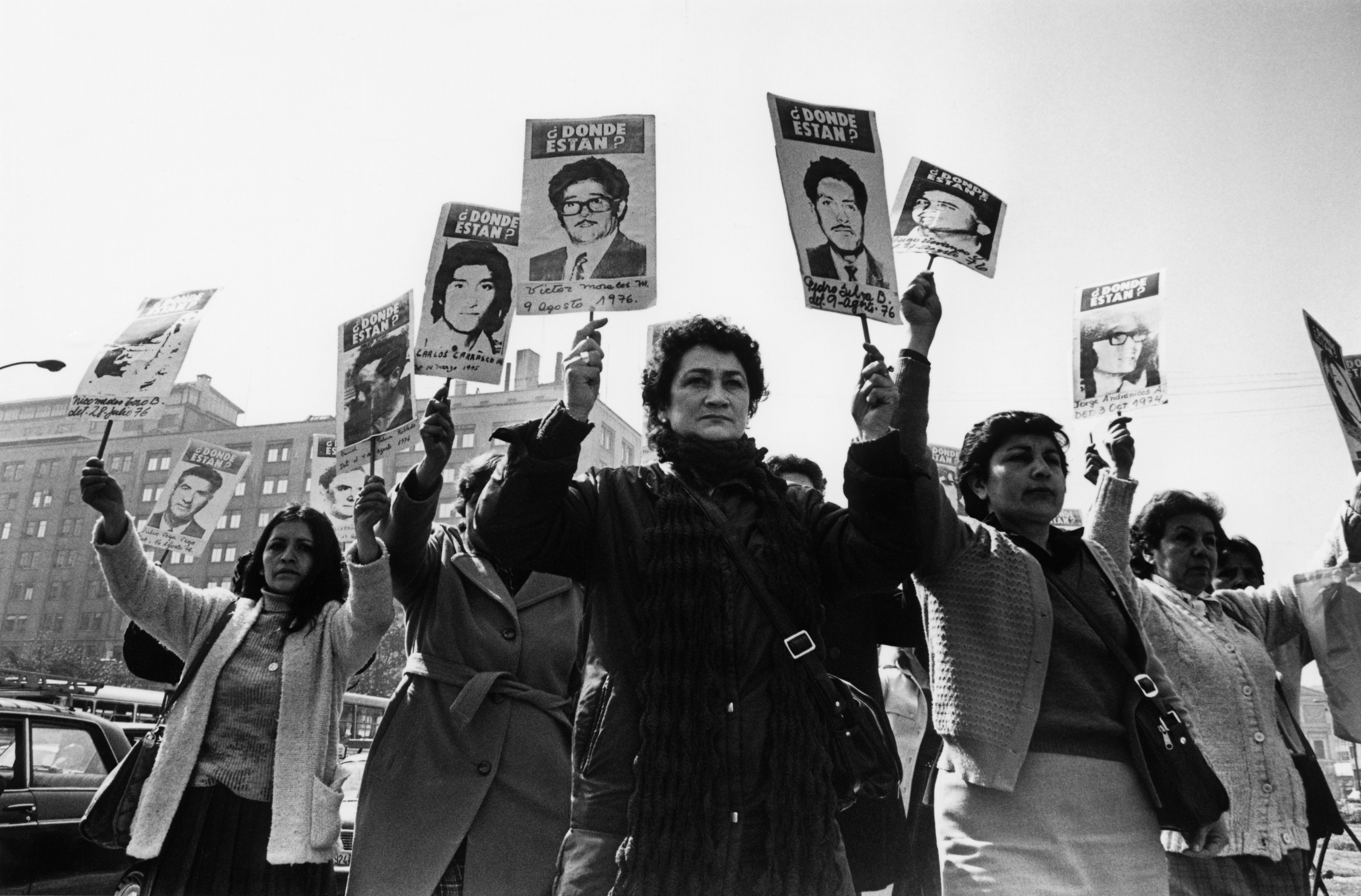
Mulheres da Associação de Familiares Desaparecidos do Chile se manifestam em frente ao Palácio de La Moneda durante a ditadura militar de Pinochet.

Segundo a legislação internacional dos direitos humanos, desaparecimento forçado é uma forma de arbitrariedade estatal em que os organismos estatais ou quase estatais colocam  uma pessoa sob a sua custódia e por um longo período de tempo, ao mesmo tempo em que negam  ter a pessoa sob sua guarda, privando-a, dessa forma, de qualquer proteção da lei. Em regra, os desaparecimentos forçados são utilizados como meio de repressão do Estado contra opositores políticos, contra alegados criminosos ou mesmo contra pessoas que desagradam ao grupo no poder. Trata-se de uma prática sancionada no direito internacional como crime contra a humanidade e é considerada uma das mais graves violações dos direitos humanos.
De acordo com o Estatuto de Roma do Tribunal Penal Internacional, que entrou em vigor em 1º de julho de 2002, quando cometido como parte de um ataque generalizado ou sistemático contra qualquer população civil, o desaparecimento forçado  qualifica-se como um crime contra a humanidade e não está sujeito a prescrição. 
As vítimas são normalmente detidas ou sequestradas por membros anônimos das forças de segurança e levadas a um local secreto. Os familiares e o público não são informados sobre o súbito "desaparecimento", nem sobre o paradeiro da pessoa desaparecida, mesmo mediante pedido explícito ou ordem judicial. Na maioria dos casos, as vítimas são mortas, sem julgamento, após um período de detenção que pode variar de alguns dias a vários meses, durante o qual são frequentemente torturadas e os seus corpos são eliminados - escondidos ou destruídos, para que nunca sejam encontrados. Dado que o assassinato é geralmente mantido em segredo, e as autoridades estatais negam categoricamente qualquer envolvimento, familiares e amigos das vítimas permanecem, às vezes por muitos anos, num estado que oscila entre a angústia, o desespero, a esperança e a resignação. Nenhum atestado de óbito pode ser emitido e, mesmo que a pessoa não tenha sido morta, nenhum pedido de habeas corpus pode ser aceito pela Justiça.

## No direito internacional
Em 20 de dezembro de 2006, a Assembleia Geral das Nações Unidas adotou a Convenção Internacional para a Proteção de Todas as Pessoas contra o Desaparecimento Forçado. O Brasil assinou a Convenção em 2007 e a ratificou em 2016. Apesar do compromisso, uma das metas principais do instrumento ainda não foi efetivado nacionalmente, qual seja, a aprovação de projeto de lei que consolide na legislação brasileira o crime de desaparecimento forçado. Apesar de haver projeto de lei do Senado nesse sentido (PLS 245/2011), até fevereiro de 2023 a matéria ainda não havia sido apreciada na Câmara dos Deputados.